# Machland (Raumeinheit)
Das oberösterreichische Machland ist eine von 41 Raumeinheiten in Oberösterreich.

## Lage

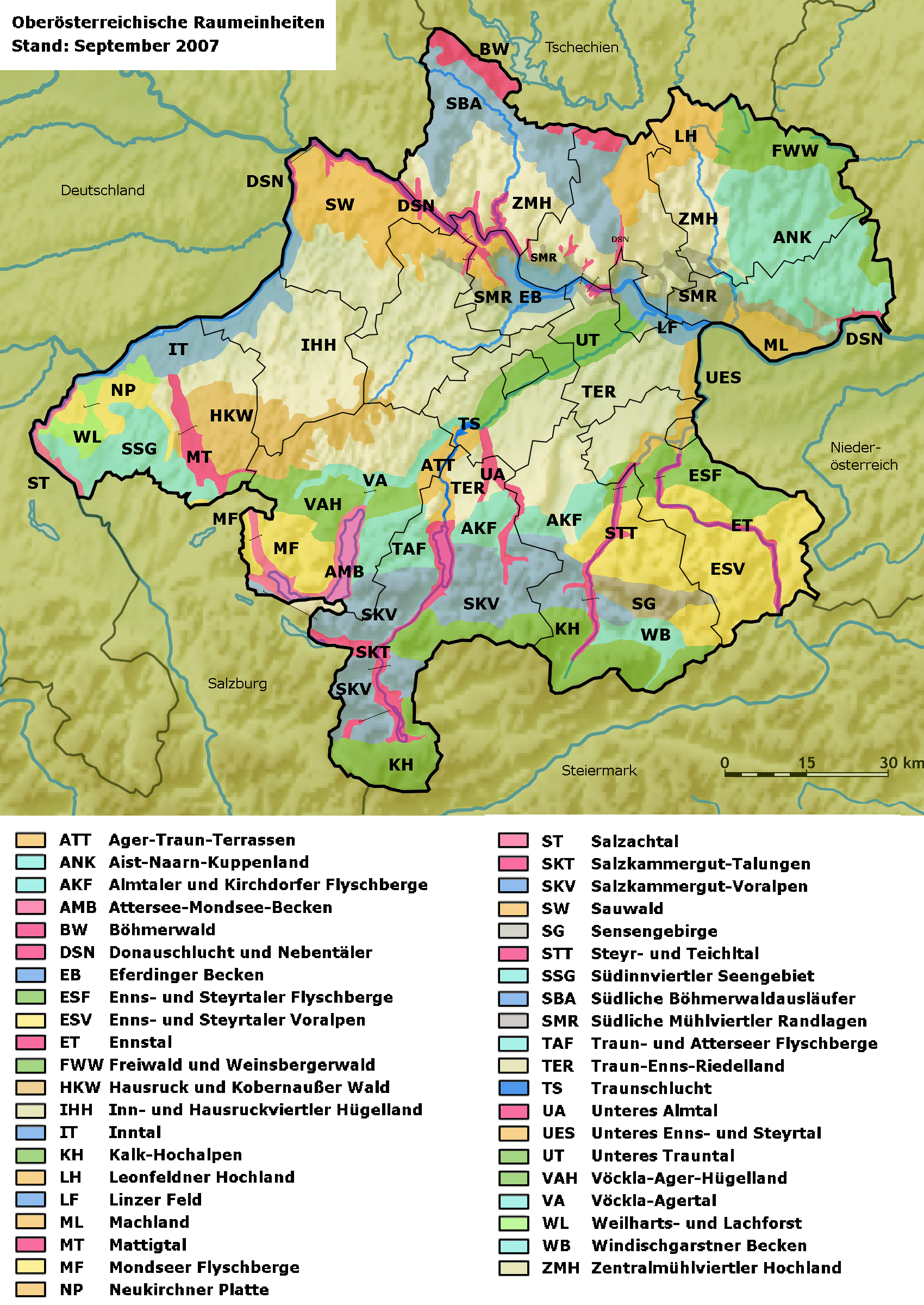
Alle Raumeinheiten in Oberösterreich

Die Raumeinheit Machland liegt zur Gänze im südlichen Teil des Bezirks Perg im Unteren Mühlviertel und ist Teil der Region und Kulturlandschaft Machland. Siehe auch → Machland bzw. Machlandviertel.
Die Fläche der Raumeinheit beträgt rund 114 km² und erstreckt sich über rund 20 km von West nach Ost. Die Breite beträgt maximal 10 km. Der tiefste Bereich liegt bei rund 230 m ü. A. bei Dornach. Der höchste Bereich des Gebiets liegt bei der Ennsmündung mit rund 250 m ü. A.
Folgende Gemeindegebiete haben maßgeblichen Anteil an der Raumeinheit Machland (alphabetisch geordnet): Arbing, Baumgartenberg, Mauthausen, Mitterkirchen im Machland, Naarn im Machlande und Saxen.
Die Raumeinheit Machland ist von folgenden oberösterreichischen Raumeinheiten umgeben (Von West nach Ost): 
Linzer Feld, Südliche Mühlviertler Randlagen, Donauschlucht und Nebentäler und in drei Untereinheiten gegliedert:
- Augebiet
- Niederterrasse mit Ackerbau
- Niederung der Donauzubringer

## Abgrenzung
Die Grenzziehung der Raumeinheit Machland berücksichtigt einerseits geo(morpho)logisch/pedologische Gegebenheiten und andererseits Nutzungskriterien wie Bebauung, vor allem aber Straßenführung, Siedlungs- und Waldgrenzen. Ausgehend von der Einmündung der Enns in die Donau verläuft die westliche Grenze weiter in Richtung Zirking und Schwertberg und von dort entlang der Straße über Aisthofen nach Perg stets an der Grenze zur Niederterrasse der Böhmischen Masse. Zwischen Perg und der Donau verläuft die Grenze wiederum entlang der vorhandenen Straßen über Puchberg, Deiming, Saxen bis Dornach. Im Süden wird die Grenze durch die Landesgrenze zu Niederösterreich gebildet.

## Charakteristik
- Große ebene Beckenlandschaft an der oberösterreichischen Donau östlich von Mauthausen zwischen 230 und 240 Metern Seehöhe.
- Die Schotterterrassen weisen keinen nennenswerten Höhenunterschied auf, daher kann es zu Überflutungen kommen, die mehrere Kilometer breit sind. Auf Grund dessen liegen die Siedlungsgebiete am Hangfuß der Böhmischen Masse.
- Die Donau ist gestaut (Kraftwerk Wallsee-Mitterkirchen) und hat selten naturnahe Abschnitte. Die einmündenden Bäche (z. B. Altarm der Naarn, Perger Au) sind teils naturnah.
- Das Augebiet ist bis zu 2 km breit und beherbergt ausgedehnte Auwälder mit Hybridpappel, Eschen und Silberweiden. Die Auwälder sind nicht naturnah. An der Randlage zur angrenzenden Untereinheit finden sich Kulturlandschaftselemente (z. B. Obstbaumwiesen). Im Augebiet existieren noch viele naturnahe und artenreiche Stillgewässer.
- Die Niederung der Donauzubringer weist einen höheren Waldanteil auf. Hier sind Schwarzerlen- und Eschenwälder dominierend.
- Die landwirtschaftlich genutzte Niederterrasse ist waldarm (rund 10 %) und wird vor allem für Ackerbau genutzt. Es existieren noch bäuerliche Kulturlandschaftselemente. Die Wälder sind meist Fichtenforste. Es finden sich noch Reste von Halbtrockenrasen und seltenen Pflanzenarten in Teichen und ehemaligen Schottergruben.
- Die Siedlungen sind fern der Donau, nur Naarn und Mitterkirchen liegen donaunah. Einzelhöfe und kleine Weiler prägen dieses Gebiet. Im Norden und Westen ist eine starke Zersiedlung zu beobachten.
- Die übergeordneten Straßen und eine Eisenbahnstrecke (z. B. B 3 und Bahnstrecke Grein - Linz) durchqueren die Raumeinheit auf einem Damm und haben dadurch eine starke Zerschneidungswirkung.